# ليان هال
ليان هال (بالإنجليزية: Leanne Hall)‏ (19 مايو 1980 بإنجلترا في المملكة المتحدة - ) هي لاعبة كرة قدم بريطانية في مركز حراسة المرمى. شاركت مع منتخب إنجلترا لكرة القدم للسيدات. أما مع النوادي، فقد لعبت مع فيمليكافيلاغ هافنارفيارذار وFulham F.C. Women ‏ وLeeds United Women F.C. ‏ وDoncaster Rovers Belles L.F.C. ‏ وLeicester City W.F.C. ‏ وBirmingham City W.F.C. ‏.

## وصلات خارجية
- ليان هال على موقع الاتحاد الدولي (مؤرشف)  (الإنجليزية)